# The Perfect Boy
«The Perfect Boy» es el cuadragésimo primer sencillo de la banda británica The Cure, el cuarto en ser extraído de su álbum 4:13 Dream de 2008. Fue también el último de una serie de sencillos editados el día 13 de cada mes. «The Perfect Boy» se editó el 13 de agosto de 2008,  aunque en el territorio norteamericano se editó con un día de adelanto, el 12 de agosto de 2008.

## Lista de canciones
| Sencillo en CD y vinilo de 7" |                            |          |  |
| N.º                           | Título                     | Duración |  |
| 1.                            | «The Perfect Boy» (Mix 13) | 3:23     |  |
| 2.                            | «Without You»              | 4:11     |  |

| CD promocional |                            |          |  |
| N.º            | Título                     | Duración |  |
| 1.             | «The Perfect Boy» (Mix 13) | 3:23     |  |

Canciones escritas por: Jason Cooper, Simon Gallup, Robert Smith y Porl Thompson.

## Posicionamiento en listas
| Listas (2008)                          | Mejor posición |
| -------------------------------------- | -------------- |
| Alemania (Offizielle Deutsche Charts)  | 86             |
| Australia (ARIA)                       | 91             |
| Escocia (Scottish Singles Sales Chart) | 14             |
| España (Top 100 Canciones)             | 2              |
| Francia (SNEP)                         | 37             |
| Reino Unido (UK Singles Chart)         | 78             |

## Músicos
- Robert Smith — Guitarra, voz
- Simon Gallup — Bajo
- Jason Cooper — Batería
- Porl Thompson — Guitarra